# Петрово (станция)
Петрово — железнодорожная станция Крымской железной дороги на линии Владиславовка — Багерово.
Расположена в селе Петрово Ленинского района Республики Крым между станциями Владиславовка (15 км) и Семь колодезей (21 км).

## История
Согласно справочнику «Железнодорожные станции СССР», разъезд Ак-Манай (по наименованию близлежащего села) на линии Владиславовка — Керчь был сооружён при строительстве ветки в 1900 году. На верстовой карте Крыма 1896 года, с корректурой 1926 года, обозначена станция 3-го класса Ак-Монай (под тем же названием фигурирует на карте 1941 года). Согласно Списку населённых пунктов Крымской АССР по Всесоюзной переписи 17 декабря 1926 года на железнодорожной станции Ак-Монай, Ак-Монайского сельсовета Феодосийского района имелось 16 дворов, 37 жителей (22 мужчины и 15 женщин, 28 русских, 7 украинцев, 1 татарин, 1 латыш).

В 1952 году станция Ак-Монай была переименована в Петрово, в честь Героя Советского Союза Галины Константиновны Петровой погибшей в декабре 1943 года в боях за освобождение города-героя Керчи. 

## Маршруты пригородного сообщения
По состоянию на ноябрь 2019 г. останавливаются только пригородные поезда.
Посадочные билеты можно купить в билетной кассе станции.